# Klein Schwülper
Klein Schwülper ist eine ehemalige Gemeinde im Landkreis Gifhorn in Niedersachsen. Zur ehemaligen Gemeinde gehörten auch die Wohnplätze Rothemühle und Hülperode. Seit 1974 gehört Klein Schwülper zur neugegründeten Gemeinde Schwülper.

## Geographie und Verkehrsanbindung
Klein Schwülper liegt im äußersten Südwesten des Landkreises Gifhorn, nur rund zwei Kilometer von der Stadtgrenze Braunschweigs entfernt.
Im Osten von Klein Schwülper befindet sich das 1996 errichtete Naturschutzgebiet Nördliche Okeraue zwischen Hülperode und Neubrück, das von der Oker durchflossen wird.
Durch die Ortsmitte von Klein Schwülper verläuft die Kreisstraße 53, die im Norden bis zur Landesstraße 321 führt, und im Süden in Hülperode endet.
Die Bundesstraße 214 führt knapp einen Kilometer westlich der Ortslage von Klein Schwülper vorbei, sie ist von Klein Schwülper aus über die Ackerstraße zu erreichen. Die Bundesstraße 214 führt in nördlicher Richtung über Celle bis nach Lingen (Ems), und in südlicher Richtung bis nach Braunschweig zur Bundesautobahn 392.
Die Bundesautobahn 2 verläuft rund einen Kilometer südlich von Klein Schwülper vorbei. Von Klein Schwülper aus ist sie über die Anschlussstelle Braunschweig-Watenbüttel erreichbar.
Linienbusse fahren von Klein Schwülper bis nach Braunschweig und Groß Schwülper.

## Geschichte

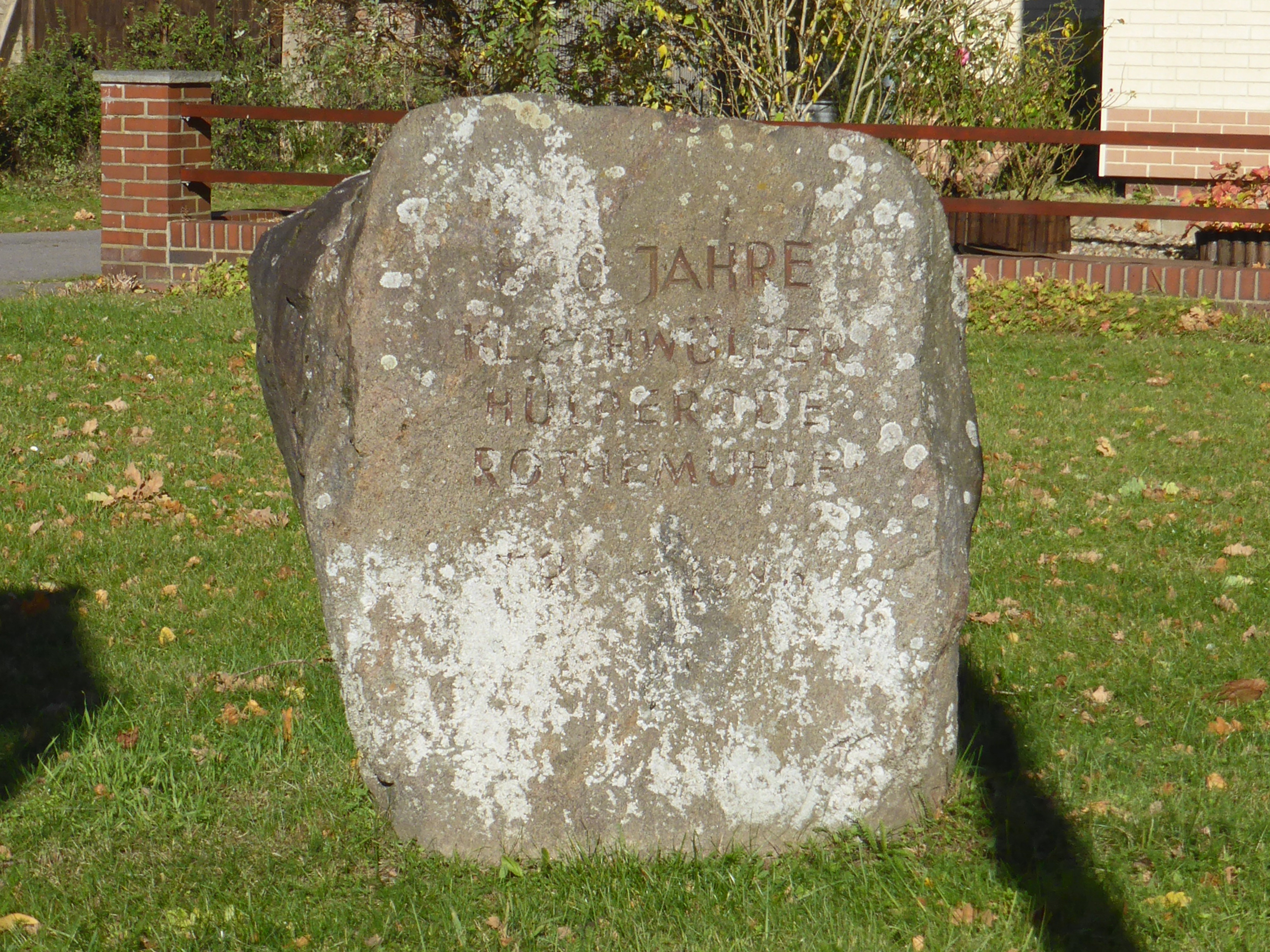
Gedenkstein

Die erste bekannte Erwähnung von Klein Schwülper datiert auf das Jahr 1196.
Im Zuge der Gebietsreform in Niedersachsen wurde die Gemeinde Klein Schwülper, zu der auch die Wohnplätze Hülperode und Rothemühle gehörten, am 1. März 1974 mit den Gemeinden Groß Schwülper, Lagesbüttel und Walle zur neuen Gemeinde Schwülper zusammengeschlossen.

### Einwohnerentwicklung
| Jahr      | 1910 | 1925 | 1933 | 1939 |
| --------- | ---- | ---- | ---- | ---- |
| Einwohner | 287  | 328  | 375  | 398  |

## Infrastruktur
Die Bäckerei, der ein Lebensmittelgeschäft angeschlossen war, wurde ebenso wie die beiden Gaststätten geschlossen. Der Sportplatz und der Friedhof bestehen gemeinsam mit Rothemühle, wo sich auch eine Kindertagesstätte, eine Mehrzweckhalle, das Feuerwehrhaus und ein Kinderspielplatz befinden.
Die Poststelle II „Klein Schwülper“, die dem Hauptpostamt Braunschweig zugeordnet war, wurde geschlossen. Nach der Eingemeindung nach Schwülper trug sie die Bezeichnung „Schwülper 4“. Heute ist in Klein Schwülper nur noch ein Postbriefkasten vorhanden.
Die „Schlingmeier Quarzsand GmbH & Co. KG“, die sich mit der Gewinnung und Aufbereitung von hochwertigen Industrie-Quarzsanden beschäftigt, hat in Klein Schwülper ihre Verwaltung.
An der Ostseite der Bundesstraße 214 befand sich die zu Klein Schwülper gehörende Raststätte „Zwischen Harz und Heide“. Eine neue Rastanlage, der Autohof Schwülper der Straßenverkehrsgenossenschaft, entstand 2012 auf der gegenüberliegenden Straßenseite. Zu ihm gehören eine Tankstelle, ein Reisemobil-Stellplatz, ein Hermes-Paketshop, eine Waschanlage für Lastkraftwagen und ein McDonald’s-Schnellrestaurant.
Eine Kirche ist in Klein Schwülper nicht vorhanden. Evangelisch-lutherische Einwohner Klein Schwülpers gehören zur St.-Nikolaus-Kirchengemeinde Gr. Schwülper mit der St.-Nikolaus-Kirche in Groß Schwülper, Katholiken gehören zur Pfarrei St. Altfrid (Gifhorn) mit der nähergelegenen Filialkirche St. Andreas (Meine). Die nächstgelegene katholische Kirche ist jedoch St. Elisabeth (Wendeburg).